# Rösel & Hercher Orgelbau
Rösel & Hercher Orgelbau ist eine in Saalfeld/Saale ansässige Orgelbauwerkstatt, die am 3. Oktober 1990 gegründet wurde.
Ebenso wie beim thüringischen Orgelbau Waltershausen wurde die Firmengründung erst durch die Deutsche Wiedervereinigung ermöglicht. Die Firma hat seit ihrer Gründung bereits über 100 Instrumente neu gebaut, restauriert oder von Grund auf instand gesetzt. Ein Tätigkeitsschwerpunkt liegt auf der Orgellandschaft Thüringen, wo die Firma bedeutende Orgelwerke aus der Zeit des Barock und der Romantik restauriert hat. Mit der Restaurierung der Orgeln in Merseburg und Tiefthal wurden Rösel & Hercher eines der ersten und eines der letzten Werke des berühmten Friedrich Ladegast anvertraut. Im Zuge des Umbaus der Orgel im Goetheanum legte die Firma eine spezielle Stimmung der Anthroposophin Maria Renold, die auf einen geschlossenen Quintenzirkel zugunsten vieler reiner Quinten verzichtet. Der im Jahr 2008 fertiggestellte Orgelneubau in Pößneck dient beim Internationalen Pößnecker Orgelfrühling als Konzertinstrument.
Geleitet wird der Betrieb, in dem sechs Mitarbeiter angestellt sind, von Orgelbaumeister Andreas Rösel und Orgelbautischler Holger Hercher (Stand: Januar 2012).

## Werkliste (Auswahl)
| Jahr      | Ort              | Bauwerk                         | Bild | Manuale | Register | Anmerkungen |
| --------- | ---------------- | ------------------------------- | ---- | ------- | -------- | --- |
| 1992      | Gräfenthal       | St. Marien                      |      | II/P    | 29       | Restaurierung der Orgel von Hermann Strebel (1916)                                                                  |
| 1992–1993 | Merseburg        | Merseburger Dom (Kleine Orgel)  |      | I/P     | 10       | Restaurierung der neben Tanneberg ältesten Orgel von Friedrich Ladegast (1838; ursprünglich in Raschwitz)           |
| 1993      | Ronneburg        | St. Marien                      |      | III/P   | 31       | Restaurierung der 1879 von Friedrich Ladegast erbauten Orgel                                                        |
| 1995      | Apfelstädt       | St. Walpurgis                   |      | II/P    | 31       | Restaurierung der Orgel von Christian Friedrich Knauf (1833)                                                        |
| 1996      | Saalfeld/Saale   | Johanneskirche                  |      | III/P   | 50       | Restaurierung der Orgel von Wilhelm Sauer (1894), Rekonstruktion von 16 Registern                                   |
| 1996      | Catharinau       | Dorfkirche Catharinau           |      | I/P     | 7        | Restaurierung der Orgel von Andreas Nicolaus Francke (um 1750)                                                      |
| 1996–1999 | Gefell           | Stadtkirche Unserer lieben Frau |      | II/P    | 24       | Restaurierung der Trampeli-Orgel → Orgel                                                                            |
| 1998–2000 | Wurzbach         | St. Nikolaus                    |      | II/P    | 25       | Restaurierung der Orgel von Johann Gottlob Trampeli (1782) → Orgel                                                  |
| 1999      | Leutersdorf      | St. Vitus                       |      | I/P     | 13       | Restaurierung der Orgel von Nicolaus Seeber (um 1718)                                                               |
| 1999–2000 | Themar           | St. Bartholomäuskirche          |      | II/P    | 23       | Restaurierung der Schmidt-Orgel von 1852, der 3 Pedalregister von Johann Anton Weise (1629) übernommen hatte        |
| 2000      | Orlamünde        | Stadtkirche St. Marien          |      | II/P    | 20       | Neubau hinter dem historischen Prospekt von Christian Sigismund Voigt (1782)                                        |
| 2001      | Lauscha          | Stadtkirche                     |      | II/P    | 28       | Restaurierung der Orgel von Wilhelm und Hermann Strebel (1911)                                                      |
| 2002      | Crawinkel        | St. Marien                      |      | II/P    | 26       | Restaurierung der Orgel von Carl Ernst Poppe (1866)                                                                 |
| 2002      | Ahrenshagen      | Dorfkirche                      |      | I/P     | 7        | Restaurierung der Orgel von Johann Friedrich Schulze unbekannter Bauzeit, die 1846 aus Greifenhagen überführt wurde |
| 2004      | Gera             | St. Elisabeth                   |      | III/P   | 40       | Erweiterungsumbau der Orgel von Paul Ott (1958) aus St. Michael (Hildesheim) → Orgel                                |
| 2004      | Dornach          | Goetheanum                      |      | II/P    | 30       | Umbau und Generalinstandsetzung der Orgel von Thomas Kuhn (1957) → Orgel                                            |
| 2004/2008 | Pößneck-Jüdewein | Kirche Jüdewein                 |      | II/P    | 17 (19)  | Neubau in zwei Bauabschnitten, Erweiterung 2011; 2 Vorabzüge → Orgel                                                |
| 2005      | Schulpforte      | Landesschule Pforta             |      | II/P    | 11       | Restaurierung der Orgel von Friedrich Ladegast (1884); neogotisches Gehäuse(Entwurf von Carl Schäfer?)              |
| 2005–2006 | Tiefthal         | St. Peter und Paul              |      | II/P    | 14       | Restaurierung der Orgel von Friedrich Ladegast (1898)                                                               |
| 2006      | Eyba             | St. Martin                      |      | I/P     | 8        | Restaurierung der Orgel von Carl Lösche (1881)                                                                      |
| 2007      | Gräfenwarth      | St. Martin                      |      | I/P     | 11       | Restaurierung der Orgel von Christian Wilhelm Trampeli (1771) → Orgel                                               |
| 2008      | Innsbruck        | Jesuitenkirche                  |      | III/P   | 34       | Renovierung der Orgel von Werner Walcker (1959) → Orgel                                                             |
| 2010      | Löberitz         | St. Martin                      |      | II/P    | 13       | Instandsetzung der Orgel von Wilhelm Rühlmann jun. (1928)                                                           |
| 2010      | Innsbruck-Pradl  | St. Mariä Empfängnis            |      | III/P   | 46       | Restaurierung der Alois Fuetsch-Orgel (1914) → Orgel                                                                |
| 2013      | Selbitz          | Ev.-luth. Pfarrkirche           |      | II/P    | 16       | Restaurierung der Orgel von Friedrich Heidenreich (1783)                                                            |
| 2016      | Axams            | Dekanatspfarrkirche             |      | II/P    | 17       | Restaurierung der Reinisch-Pirchner Orgel (1975) → Orgel                                                            |